# Premka
Premka (maced. Премка, alb. Premka) – wieś w Macedonii Północnej, administracyjnie należy do gminy Osłomej.
Skład etniczny (2002):
- Albańczycy – 108
- Macedończycy – 25
- pozostali – 1